# Герб Вінницької області

Герб Вінниччини на адміністративному будинку «Книжка»

Ге́рб Ві́нницької о́бласті — офіційна емблема області, в якій відображаються її історія, особливості та традиції. Разом із прапором становить офіційну символіку органів місцевого самоврядування та виконавчої влади Вінницької області. Затверджений рішенням 10 сесії обласної ради 22 скликання 18 липня 1997 року. Автори — Г. Мельник, Ю. Легун, Ю. Савчук.

## Опис
Герб області має форму чотиридільного щита, у першій та четвертій чверті щита — золоте сонце у синьому полі, у другій та третій чверті — срібний хрест у червоному полі, у центрі хреста — синій щиток зі срібним півмісяцем, рогами оберненими вправо.

### Символіка
- золоте сонце — старовинна емблема Подільської землі, відома з початку XV століття — символізує добробут, розквіт, щедрість та багатство краю, належність регіону до історичного Поділля, з якого за середньовічної доби, в осібний регіон виділилася Брацлавщина (Східне Поділля);
- срібний хрест, у центрі якого синій щиток зі срібним півмісяцем — історичний герб Брацлавщини, символ її утвердження як самостійної історичної області, що засвідчує наступність та неперервність власної регіональної традиції, спадкоємцем якої є Вінницька область, нагадує про спільну історичну долю Брацлавщини та Волині у складі Великого князівства Литовського;
- обидві емблеми — у поєднанні символізують географічну, історичну, культурну та духовну спорідненість земель Поділля та Брацлавщини, що складають основу території Вінницької області, відображають особливість історичного становлення регіону; Подільська земля — (Брацлавське воєводство, Брацлавське намісництво, земля) — Подільська губернія — Вінницька область.